# Präsidentenvilla (Österreich)

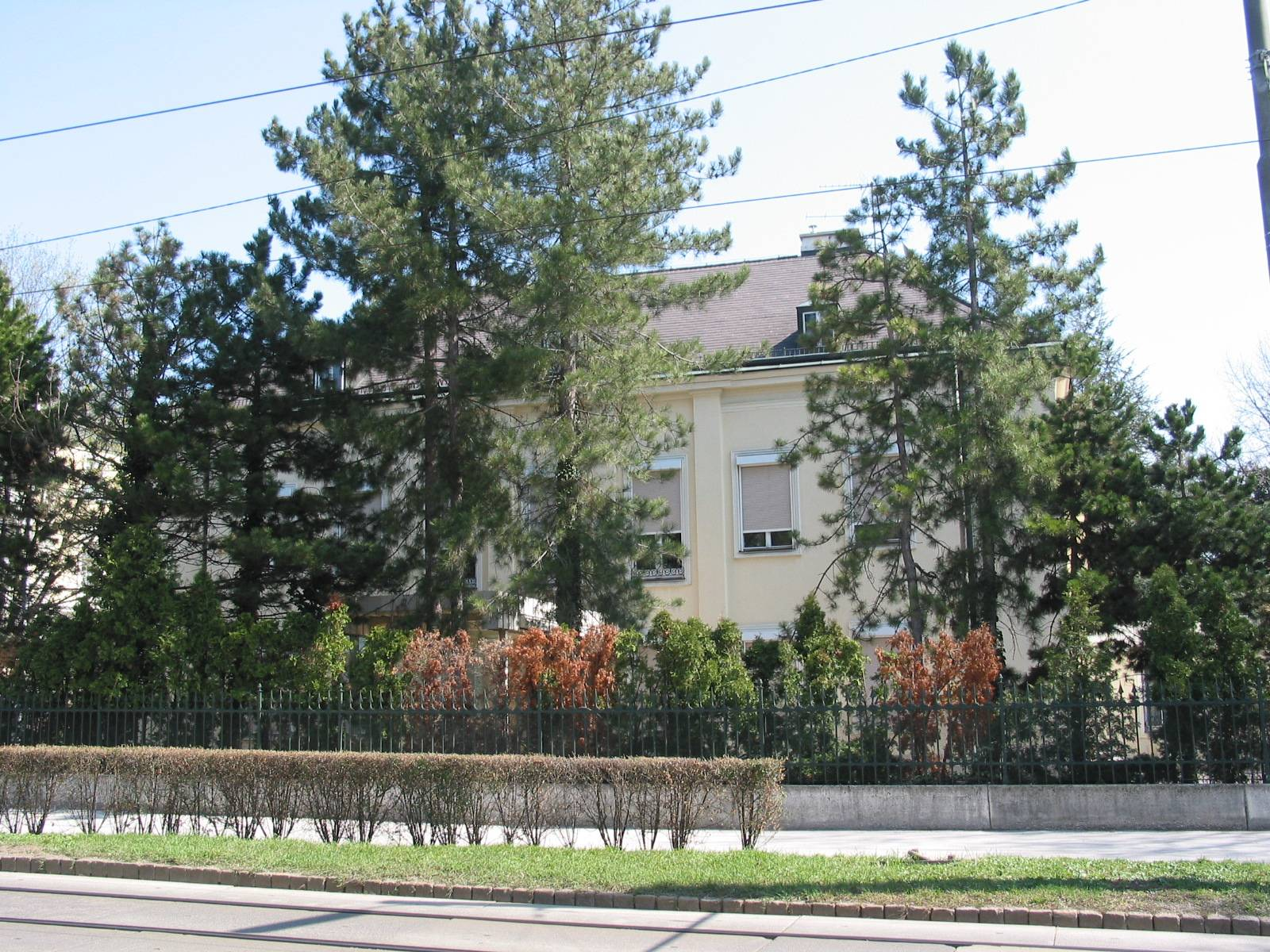
Ehemalige Präsidentenvilla

Die Präsidentenvilla auf der Hohen Warte im 19. Wiener Gemeindebezirk Döbling war der offizielle Wohnsitz von vier österreichischen Bundespräsidenten der Zweiten Republik.

## Geschichte
Die Villa mit der Adresse Hohe Warte 36 wurde etwa Mitte des 19. Jahrhunderts erbaut. Seit 1938 war das Bauwerk auf dem rund 10.000 Quadratmeter großen Grundstück in Besitz des Ehepaares Alfred und Ella Götzl. 1939 flüchtete das jüdische Ehepaar, 1941 wurde der Besitz „arisiert“. Während des Zweiten Weltkriegs wurde die Villa schwer beschädigt. 1950 wurden Haus und Grundstück an Alfred Götzl und seine Tochter – Ella Götzl war während des Kriegs verstorben – rückerstattet. 1951 verkauften sie die Villa um 145.000 Schilling an den Anwalt Kurt Grimm, der nach der Renovierung die Villa 1965 um 9 Millionen Schilling an die Republik Österreich weiterverkaufte. Auf Grundlage des Entschädigungsfondsgesetzes von 2001 (EFG, BGBl. I Nr. 12/2001 idgF) wurde die Naturalrestitution wegen „extremer Ungerechtigkeit“ eingefordert (§ 28 Abs. 1 Z 2 EFG). Diese lehnte die Schiedsinstanz für Naturalrestitution (§ 23 EFG) im Jahr 2005 ab.
Hier wohnten während ihrer Amtszeit die österreichischen Bundespräsidenten Franz Jonas, Rudolf Kirchschläger, Kurt Waldheim und Thomas Klestil. Gemäß dem Bezügegesetz steht dem Bundespräsidenten eine Amtswohnung zu. Wird eine solche nicht in Anspruch genommen, werden die Miet- und Betriebskosten ersetzt.
Da Bundespräsident Heinz Fischer seinen Wohnsitz in der Josefstädter Straße 21 im Gemeindebezirk Josefstadt behielt und die Renovierungskosten für das unterdessen desolate 764 Quadratmeter große Gebäude mit eigenem Schwimmbad und Weinkeller zu hoch waren, wurde im Bundesgesetz über die Veräußerung von unbeweglichem Bundesvermögen, und über die Änderung des Bundesgesetzes zur Errichtung einer Marchfeldschlösser Revitalisierungs und Betriebsgesellschaft m.b.H. der Bundesminister für Finanzen zum Verkauf der Grundstücke Hohe Warte 36 und Hohe Warte 34 ermächtigt.
Als Verkaufserlös wurden ungefähr fünf Millionen Euro erwartet. Die Angebotslegung begann am 30. März 2007 und endete am 24. Mai. Am 1. Juni 2007 wurde die Liegenschaft an die EPAM Immobilien GmbH verkauft. Über den Verkaufspreis wurde Stillschweigen vereinbart. Eine Zeitung berichtete, es seien acht Millionen Euro gezahlt worden.
Die Villa, die nicht unter Denkmalschutz stand, wurde von Dezember 2009 bis Jänner 2010 abgerissen. Auf dem Grundstück wurden Wohnungen der Luxusklasse errichtet.

## Weiterer Wohnsitz
Als Sommersitz der Bundespräsidenten dient seit 1947 das Jagdschloss Mürzsteg.